# 브리기테 비어라인
브리기테 비어라인(독일어: Brigitte Bierlein, 1949년 6월 25일~2024년 6월 3일)는 오스트리아의 법조인이다. 2018년부터 게르하르트 홀칭거의 뒤를 이어 헌법재판소장을 재임하고 있다. 2019년 12월 18일에 제바스티안 쿠르츠가 내각 불신임을 받아 총리직에서 물러나자 2019년 6월 3일에 알렉산더 판데어벨렌 대통령에 의해 총리로 임명됐다가 총리으로 정식 취임하면 오스트리아 최초의 여성 총리가 되었으나 2020년 1월 7일에 총리직에 여성 오스트리아의 총리직을 불과 7개월을 임기를 앞두고 총리직의 불신임으로 완전히 사임을 하고 나서 후임으로는 제바스티안 쿠르츠가 후임 총리직에서 9개월 만에 복귀를 하여 취임을 하였다.

## 생애
1949년 6월 25일 빈에서 태어났다. 본래 예술가가 되고 싶어했지만 어머니의 조언을 따라 법조인으로 꿈을 바꿨다. 빈 대학교에서 법학을 전공해 1971년 박사학위를 취득했다. 이후 27살에 검사로 임용됐고, 1990년에는 오스트리아 첫 여성 검찰총장에 취임했다. 2003년부터 오스트리아 헌법재판소 부소장을 지냈으며, 2018년 2월 23일 제바스티안 쿠르츠 내각에 의해 게르하르트 홀칭거의 뒤를 이어 헌재소장으로 임명됐다. 2019년 5월 27일 쿠르츠가 내각 불신임을 받아 총리직에서 물러나자 5월 30일에 알렉산더 판데어벨렌 대통령에 의해 총리로 임명됐다.

## 성향
사회보수주의 시각에 기반한 우익 성향으로 알려져 있다. 우익 성향이 짙기 때문에 쿠르츠가 이끄는 국민당-자유당 내각 밑에서 헌재소장으로 임명됐다는 평가를 받았다. 그러나 2018년에는 무슬림 여학생이 학교에서 종교 복장을 착용하는 것을 금지하는 법안에 우려를 표하기도 했다.